# Silnice k moři
Silnice k moři (anglicky „The Road to the Sea“) je sci-fi povídka britského spisovatele Arthura C. Clarka.
V angličtině vyšla mj. ve sbírce Tales from Planet Earth.
Na pozadí hlavního děje probíhá kolonizace vesmíru, zatímco lidé na Zemi se vrátili k primitivnějšímu způsobu života. Opustili města a žijí v malých osadách. Brant - hlavní hrdina příběhu - se dozví o jednom takovém městě na pobřeží a hodlá se tam vydat, aby nalezl něco, co by mu pomohlo získat lásku dívky, kterou miluje.

## Postavy
První část povídky:
- Durven - zastánce kosmických letů.
- Hannar - bratr Durvena, pozemský usedlík.

Druhá část povídky:
- Brant - mladý hrdina příběhu.
- Jon - bývalý přítel Branta, nyní sok v lásce.
- Yradne - dívka, o niž se ucházejí Brant i Jon.
- Johan - kovář v Chaldis.
- Simon - intelektuál a knihomol osady Chaldis.
- Treggor - místní chovatel zvířat.
- Trescon - člen kosmické výpravy na Zemi.
- Latvar - člen kosmické výpravy na Zemi.
- Erlyn - člen kosmické výpravy na Zemi.
- Kondar - velitel kosmické výpravy na Zemi.

## Příběh
První část povídky
V první části povídky se setkává Durven se svým bratrem Hannarem. Vedou rozhovor o smyslu cestování vesmírem a jeho kolonizaci. Durven poukazuje na touhu po dobrodružství, věčný hlad po poznání a objevování, zatímco Hannar upřednostňuje klidný život v Shastaru, městě na pobřeží. Bratři se loučí, už se nikdy neuvidí. Exodus začíná, ze Země odletí mnoho lidí a jejich domovy zůstanou opuštěné. Stejný osud čeká i Shastar.
Druhá část povídky
Příběh pokračuje po pěti tisíci letech. Mladý Brant a jeho lidé musí opustit svůj domov a odstěhovat se na druhý konec planety. Takový je zákon, jenž má zabránit stagnaci. Žádná komunita nesmí zůstat na jednom místě více než tři generace.
Lidé z Chaldis si budují nový domov, vymýtí kus pralesa, přeloží tok řeky a srovnají se zemí blízký kopec. Brant, esteticky založený mladý muž usiluje o přízeň Yradne, ale i jeho přítel Jon má o ni zájem a tak jejich vzájemný vztah ochladne. Yradne těší zájem nápadníků, ale nedokáže si mezi nimi vybrat. Brant touží přinést důkaz lásky, něco, čím by Yradne ohromil. Jakmile se dozví o tajemném městě Shastar na pobřeží, cítí, že je to ten pravý cíl. Rozhodne se tam vypravit, aniž by tušil, co v opuštěném městě nalezne.
Od Treggora si půjčí klisnu Sunbeam a vydá se na cestu. Po několika dnech dorazí pozdě večer na vrchol kopce a přespí u sochy sfingy. Shastar leží v údolí pod ní.
Brant je ohromen a zprvu se hůře orientuje ve spleti ulic. Zanedlouho rozluští jejich řád a pustí se do průzkumu. Prochází prázdné síně, opuštěné domy a podívá se i do podzemí, kde lidé dříve bydleli. V jednom z domů nalezne, co hledal. Objeví rozsáhlý, téměř 30 m dlouhý obraz, jenž rozechvěje strunu v jeho citlivém srdci. Malba zobrazuje obléhání města armádou, celý výjev pozoruje žena s hlubokým smutkem ve tváři.
Když se Brant vzpamatuje, rozhodne se přenést část obrazu domů. Chce portrétovat ženu shlížející z hradeb dolů. Nikdy si netroufl namalovat Yradne, teprve teď nadešla jeho chvíle a nemusí se obávat ani nespokojené reakce. Pracuje zaníceně dva dny, když zjistí, že jej najednou někdo pozoruje. Jsou to také návštěvníci, i když z větší dálky než Brant. Jsou to lidé z kosmu, někteří i umělci a experti. Brant má dojem, že mu něco uniká a tak se přímo zeptá, o co se jedná. Myslí si, že tito lidé s obrovskými znalostmi chtějí obsadit Zemi.
Pravda je jiná. Vědci si příliš zahrávali s artefakty bohů a vyvinuli pole Sigma, které se jim vymklo kontrole. Postupuje vesmírem a za sebou zanechává zničené planety a slunce. Tato pohroma se nyní blíží k Zemi. Brant je šokován, opět ztratí domov. Neúnavně pokračuje v malování, představuje to pro něj jediný pevný bod v proměnlivých konturách reality. Po čtyřech dnech dokončí své dílo a požádá Trescona o zhodnocení.
Trescon pochválí jeho snahu o originalitu a uhodne, že Brant ve skutečnosti portrétoval jinou ženu - Yradne. Nabádá mladého malíře, aby se nebránil odletu ze Země, protože mu to prospěje v tvorbě. Ten má ale jiné plány, chce žít s Yradne. Trescon ví, že Brant si bude muset dříve nebo později vybrat.
„Nelíbí se mi to. Chci se usadit a žít s Yradne.“
„To, co lidé chtějí, a to, co jim prospívá, jsou často dvě úplně rozdílné věci. Přeju ti štěstí při malování, ale nevím, jestli ti mám přát štěstí i v tom druhém. Velké umění a domácí štěstí se navzájem vylučují. Dříve nebo později si budeš muset vybrat.“

## Česká vydání
Česky vyšla povídka v následujících časopisech, sbírkách nebo antologiích:
- Povídky z deseti světů (Baronet, 2007)
- Zkazky z planety Země (Knižní klub 1996 a Baronet 1996, 2011[1])